# 中村紅果
中村 紅果（なかむら こうか、1899年5月7日 - 1961年1月29日）は、日本の俳優である。本名中村 縣三（なかむら けんぞう）、別芸名中村 憲三（なかむら けんぞう）。

## 人物・来歴
1899年（明治32年）5月7日、秋田県雄勝郡弁天村（現在の同県湯沢市弁天地区）に、旧家の主である父・中村一徳の三男として生まれる。
旧制・秋田縣立横手中學校（現在の秋田県立横手高等学校）を卒業し、1917年（大正6年）に東京に移り、出版社の雑誌記者や旧制小学校の教師などの職を経て、早稲田大学文科に入学、坪内逍遙の新文藝協会に入って新劇運動に参加する。1920年（大正9年）に明治座での『法難』で岡田嘉子、加藤精一らと共演、初舞台を踏んだ。その後、黎明座、村田栄子の新戯曲座の設立に参加し、幹部となる。当時の同学の友人にのちの大阪大学教授・ト部和義がおり、同じ役者志望であったト部の勧めもあって俳優の道を選んだが、このことによって実家の怒りを買って学費が途絶え、同学は2年次に中途退学した。
1925年（大正14年）2月、京都に移り、大将軍の日活京都撮影所新劇部に入社、同撮影所に第二部が設置されると、河部五郎、尾上多見太郎らとともに同部に異動した。同年中に時代劇に転向、資料にみられるもっとも古い出演クレジットは、満26歳のときである同年11月1日に公開された池田富保監督の『荒木又右衛門』における「星合団四郎」役である。同撮影所には、同じ秋田の県南出身の監督、辻吉郎がおり、親しくつきあったらしく、辻の作品には多く出演している。同時代の京都に藤田渓山がおり、中村や藤田の旧制中学校時代の同級生であった仁平久とともに親しくし、藤田の回想によれば中村や仁平、当時助監督の八森重芳らが結成していた「日活秋田県人会」にも参加させるほどであったという。俳句を嗜み、「銀斧子」の俳号を持ち、所内に「時代劇俳句会」を結成して幹事を務めた。時期・相手ともに不明であるが、この時期に1度目の結婚をしている。1934年（昭和9年）、日活を退社、地方巡業の演劇に参加する。同年7月には、『レ・ミゼラブル』を秋田県能代市の能代劇場で上演し、浅野雪子らとともに舞台に立っている。同月末には、京都の三友劇場で、同じ日活出身の賀川清、浅見勝太郎、元河合キネマの松林清三郎、元宝塚キネマ興行の竹川巌らとともに「平安家庭劇」として舞台に上がっている記録がある。
1938年（昭和13年）、満洲国（現在の中国東北部）に渡り、新京（現在の中華人民共和国吉林省長春市）の満洲電信電話に入社、同社の新京中央放送局俳優養成所演技部長に就任して声優を養成、出演もした。雑誌『放送文化』の編集も行い、「放送劇団」を結成し、若き日の森繁久彌、芦田伸介らとともに軍を慰問した。1940年（昭和15年）には、「中村憲三」の名で、新興キネマ製作・配給の映画『秋葉の火祭』に出演した記録が残っている。1944年（昭和19年）、新京市内の洋品店に勤務する平沢みつと再婚する。
第二次世界大戦の終結を受けて満洲国は瓦解、放送局も解散して、1946年（昭和21年）には引き揚げて福岡県福岡市博多に1年暮らすが、翌1947年（昭和22年）、日活の秋田県人会時代に交流のあった八森の招きで秋田県能代市に移住し、渟城女子高等学院（現在の渟城女子専門学校）に夫婦ともども教職を得、同校を経営する能代八幡神社宮司・渟城毅のもつ敷地内に居寓した。同年11月には、ふたたび能代劇場で『レ・ミゼラブル』を上演、主演した。1949年（昭和24年）2月20日に起きた能代大火で焼け出され、秋田県山本郡二ツ井町（現在の同県能代市二ツ井町）に移住、秋木工業の寮の管理者となった。時期は不明であるが、戦災孤児を養子として育てていたが、1951年（昭和26年）までに自殺により失っており、中村夫妻に子どもはいなかった。
1961年（昭和36年）1月29日、同町で死去した。満61歳没。墓所は実家の存する同県湯沢市の清涼寺、戒名は寒山銀斧子居士である。

## フィルモグラフィ
すべてクレジットは「出演」である。公開日の右側には役名、および東京国立近代美術館フィルムセンター (NFC) 所蔵等の上映用プリントの現存状況についても記す。同センター等に所蔵されていないものは、とくに1940年代以前の作品についてはほぼ現存しないフィルムである。

### 日活大将軍撮影所
すべて製作は「日活大将軍撮影所」、配給は「日活」である。
- 『荒木又右衛門』 : 監督池田富保、1925年11月1日公開 - 星合団四郎
- 『尾張三郎丸』 : 監督辻吉郎、1926年2月14日公開
- 『実録忠臣蔵 天の巻 地の巻 人の巻』 : 監督池田富保、1926年4月1日公開 - 赤埴源蔵重賢、『忠臣蔵 人の巻 地の巻』の題で20分尺が現存（NFC所蔵[8]）
- 『義に鳴る虎徹』 : 監督辻吉郎、1926年7月1日公開 - 土方歳三
- 『侠骨三日月 前篇』 : 監督池田富保、製作日活・尾上プロダクション、1926年7月14日公開 - 不動山秀五郎
- 『修羅八荒 第四篇・第五篇・最終篇』 : 監督辻吉郎、1926年8月29日公開 - 日下部孫八
- 『だゝっ児羅漢』 : 監督高橋寿康、1926年9月10日公開 - 黒鷲勘太夫
- 『大義』 : 監督波多野安正、1927年1月8日公開 - 甲斐の丹七
- 『大久保彦左衛門』 : 監督池田富保、1927年4月15日公開 - 鬼源太
- 『流転 前後篇』 : 監督伊藤大輔、1927年6月24日公開 - 細木久馬
- 『増補改訂忠臣蔵  天の巻 地の巻 人の巻』 : 監督池田富保、1927年9月1日公開 - 赤埴源蔵重賢
- 『砂絵呪縛 第一篇』 : 監督高橋寿康、1927年9月8日公開 - 津川重兵衛[11]、127分尺で総集篇が現存（マツダ映画社所蔵[12]）

### 日活太秦撮影所
特筆以外すべて製作は「日活太秦撮影所」、すべて配給は「日活」である。
- 『建国史 尊王攘夷』 : 監督池田富保、1927年10月1日公開 - 安川重兵衛
- 『砂絵呪縛 第二篇』 : 監督高橋寿康、1927年11月3日公開 - 津川重兵衛[11]、127分尺で総集篇が現存（マツダ映画社所蔵[12]）
- 『砂絵呪縛 完結篇』 : 監督高橋寿康、1927年12月15日公開 - 津川重兵衛[11]、127分尺で総集篇が現存（マツダ映画社所蔵[12]）
- 『忠次旅日記 御用篇』 : 監督伊藤大輔、1927年12月27日公開 - 清水の岩鉄、106分尺で現存（NFC所蔵[8]）
- 『続水戸黄門』 : 監督池田富保、1928年4月15日公開 - 楠郎党橋本正員
- 『江藤新平』 : 監督志波西果、1928年6月21日公開 - 村上半介
- 『お小姓組』 : 監督高橋寿康、1928年9月24日公開 - 中島左平太[7]
- 『維新の京洛 竜の巻 虎の巻』 : 監督池田富保、1928年9月27日公開 - 笹川伝蔵
- 『涙恨』 : 監督高橋寿康、1928年10月6日公開
- 『落花剣光録 第一篇』 : 監督清瀬英次郎、1928年12月13日公開 - 玄蔵坊
- 『落花剣光録 第二篇』 : 監督清瀬英次郎、1929年1月20日公開 - 玄蔵坊
- 『落花剣光録 第三篇』 : 監督清瀬英次郎、1929年5月3日公開 - 玄蔵坊
- 『沓掛時次郎』 : 監督辻吉郎、1929年6月14日公開 - 聖天権兵衛
- 『火陣』 : 監督井上金太郎、製作片岡千恵蔵プロダクション、1929年7月4日公開 - 九龍山
- 『蜂須賀小六 第一篇 長江半之丞の巻』 : 監督高橋寿康、1929年8月1日公開 - 織田彦五郎信友
- 『蜂須賀小六 第二篇 坂田小平次の巻』 : 監督高橋寿康、1929年9月1日公開 - 織田信友
- 『怨歌行』 : 監督清瀬英次郎、1929年10月1日公開 - 呑気者武平[7]
- 『傘張剣法』 : 監督辻吉郎、1929年11月1日公開 - 小野洋左衛門
- 『赤穂浪士 第一篇 堀田隼人の巻』 : 監督志波西果、1929年11月9日公開 - 梶川与惣兵衛
- 『鴛鴦呪文』 : 監督高橋寿康、1930年2月21日公開 - 阪東左門
- 『元禄快挙 大忠臣蔵 天変の巻 地動の巻』 : 監督池田富保、1930年4月1日公開 - 奥野将監、1分程度の断片が現存（NFC所蔵[8]）
- 『興亡新選組 前史』 : 監督伊藤大輔、1930年10月17日公開 - 平間金助
- 『興亡新選組 後史』 : 監督伊藤大輔、1930年10月31日公開 - 平間金助
- 『江戸美少年録』 : 監督辻吉郎、1931年1月8日公開 - 相良伝八郎[7]
- 『やくざ者二度の鍔鳴り』 : 監督辻吉郎、1931年1月30日公開
- 『江戸っ子市場』 : 監督辻吉郎、1931年3月13日公開 - 髭の巌流軒[7]
- 『荒木又右衛門』 : 監督辻吉郎、1931年5月15日公開 - 蜂須賀阿波
- 『怪盗石川五右衛門』 : 監督仏生寺弥作、1931年7月8日公開 - 似顔の五郎蔵
- 『殉教血史 日本二十六聖人』 : 監督池田富保、1931年10月1日公開 - 福島正則、96分尺で現存（NFC所蔵[8]）
- 『続大岡政談 魔像解決篇』 : 監督伊藤大輔、1931年10月14日公開 - 池上新六郎
- 『次郎長裸道中記』 : 監督益田晴夫、1931年12月4日公開 - 大政
- 『水野十郎左衛門』 : 監督清瀬英次郎、製作片岡千恵蔵プロダクション、1931年12月31日公開 - 髯の堀部
- 『國士無双』 : 監督伊丹万作、製作片岡千恵蔵プロダクション、1932年1月14日公開 - 角力する武士、21分尺で現存[13]
- 『異色 水戸黄門』 : 監督辻吉郎、1932年4月1日公開 - 南部遠江守[7]
- 『沓掛時次郎』 : 監督辻吉郎、1932年5月20日公開 - 大野木百助
- 『彦左の一本槍』 : 監督池田富保、1932年7月22日公開 - 浪人村井寛兵衛
- 『霧行燈』 : 監督辻吉郎、1933年2月1日公開 - 越川渋之助
- 『曠野乃果 前篇』 : 監督辻吉郎、1933年5月18日公開 - 清水源次郎
- 『フランスお政』 : 監督渡辺邦男、1933年5月25日公開 - 英国公使
- 『峠三里』 : 監督犬塚稔、1933年8月17日公開 - 痣の留五郎
- 『男才兵衛一生旅』 : 監督清瀬英次郎、1933年公開 - 興津検校（金貸し）
- 『曠野乃果 完結篇』 : 監督辻吉郎、1933年公開 - 清水源次郎
- 『陣屋の正太郎』 : 監督辻吉郎、1934年1月26日公開 - 小見川惣五郎
- 『岩見重太郎』 : 監督マキノ正博、1934年2月8日公開 - 赤星主膳[7]

### フリーランス
製作・配給は特筆の通り、特筆以外は「中村紅果」名義での出演である。
- 『かげろう噺』 : 監督宇沢義之、製作・配給東洋映画、1934年公開 - 鐘鬼の長兵衛
- 『秋葉の火祭』 : 監督西原孝、製作新興キネマ京都撮影所、配給新興キネマ、1940年6月13日公開 - 「中村憲三」名義、64尺で現存（NFC所蔵[9]）